# Depravação
Depravação, perversão ou corrução é o ato ou efeito de estragar, alterar para pior. No âmbito sexual, costuma ser utilizado para designar pessoas com comportamento sexual obsessivo. Pessoas depravadas adquirem fascínio pelo ato sexual e se tornam obsessivas, modificando sua conduta e tornando-se mentalmente instáveis. É também maior a exposição a doenças sexualmente transmissíveis nessas pessoas.

## Etimologia
"Depravação" se originou do termo latino depravatione. "Perversão" se originou do termo latino perversione. "Corrução" se originou do termo latino corruptione.